# Circuit de Wallonie 2016
La 50e édition du Circuit de Wallonie a eu lieu le 19 juin 2016. La course fait partie du calendrier UCI Europe Tour 2016 en catégorie 1.2. Elle est remportée par le Français Kévin Lalouette.

## Classements

### Classement final
| \| Classement général \| Classement général \| Classement général \| Classement général \| Classement général \| \| Coureur \| Coureur \| Pays \| Équipe \| Temps \| \| ------------------ \| -------------------- \| ------------------ \| -------------------------------- \| ------------------ \| \| 1er \| Kévin Lalouette \| France \| EC Raismes Petite-Forêt \| 2 h 36 min 10 s \| \| 2e \| Gianni Marchand \| Belgique \| Cibel-Cebon \| + 0 s \| \| 3e \| Olivier Chevalier \| Belgique \| Wallonie Bruxelles-Group Protect \| + 0 s \| \| 4e \| Nathan Van Hooydonck \| Belgique \| BMC Development \| + 0 s \| \| 5e \| Tom Thill \| Luxembourg \| Differdange-Losch \| + 0 s \| \| 6e \| Lawrence Naesen \| Belgique \| Cibel-Cebon \| + 0 s \| \| 7e \| Grégory Habeaux \| Belgique \| Wallonie Bruxelles-Group Protect \| + 0 s \| \| 8e \| Julien Mortier \| Belgique \| Color Code-Arden'Beef \| + 0 s \| \| 9e \| Ivan Centrone \| Luxembourg \| Differdange-Losch \| + 0 s \| \| 10e \| Sébastien Delfosse \| Belgique \| Wallonie Bruxelles-Group Protect \| + 0 s \| |                      |            |                                  |                 |
| |                      |            |                                  |                 |
| Sources : ProCyclingStats Cycling Quotient Cycling Archives |                      |            |                                  |                 |
| Classement général |                      |            |                                  |                 |
| Coureur | Coureur              | Pays       | Équipe                           | Temps           |
| 1er | Kévin Lalouette      | France     | EC Raismes Petite-Forêt          | 2 h 36 min 10 s |
| 2e | Gianni Marchand      | Belgique   | Cibel-Cebon                      | + 0 s           |
| 3e | Olivier Chevalier    | Belgique   | Wallonie Bruxelles-Group Protect | + 0 s           |
| 4e | Nathan Van Hooydonck | Belgique   | BMC Development                  | + 0 s           |
| 5e | Tom Thill            | Luxembourg | Differdange-Losch                | + 0 s           |
| 6e | Lawrence Naesen      | Belgique   | Cibel-Cebon                      | + 0 s           |
| 7e | Grégory Habeaux      | Belgique   | Wallonie Bruxelles-Group Protect | + 0 s           |
| 8e | Julien Mortier       | Belgique   | Color Code-Arden'Beef            | + 0 s           |
| 9e | Ivan Centrone        | Luxembourg | Differdange-Losch                | + 0 s           |
| 10e | Sébastien Delfosse   | Belgique   | Wallonie Bruxelles-Group Protect | + 0 s           |